# Aline Ghilardi

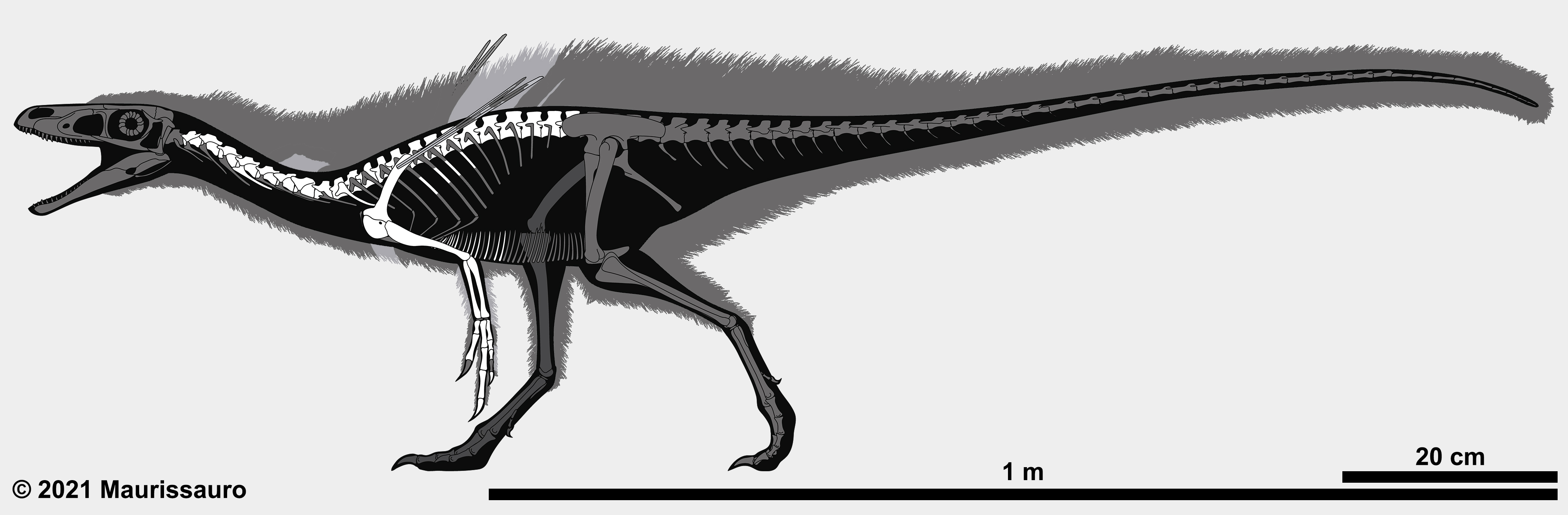
Ilustração digital dos elementos ósseos conhecidos do Ubirajara jubatus.

Aline Marcele Ghilardi (São Paulo, 1986) é uma bióloga e paleontóloga brasileira. Foi uma das responsáveis pelo regresso do fóssil do dinossauro Ubirajara jubatus ao Brasil em 2023 ao promover a campanha Ubirajara pertence ao Brasil, (#UbirajaraBelongstoBR). É atualmente professora e pesquisadora da Universidade Federal do Rio Grande do Norte e diretora do Museu Câmara Cascudo.

## Carreira
Aline Marcele Ghilardi nasceu no dia 8 de junho de 1986 na cidade de São Paulo. Se graduou pela UFSCar no campus de São Carlos, onde fez seu pós-doutorado, em 2019, já seu mestrado em Ecologia e Recursos Naturais pelo PPGERN-UFSCar, em 2017, e seu doutorado em Geologia pelo PPG-GI UFRJ, em 2015.
Desde 2020, é a coordenadora do DINOlab - Diversity, Ichnology and Osteohistology Laboratory, vinculado à Universidade Federal do Rio Grande do Norte (UFRN), onde leciona desde 2019. O enfoque de suas pesquisas nos últimos 15 anos tem sido em Paleoicnologia, Paleoecologia e Paleohistologia. Aline também desenvolve pesquisas como o estudo da fisiologia e doenças de seres extintos. Foi uma das pesquisadoras que descobriu um parasita preservado dentro de ossos de dinossauro; a pesquisa foi publicada outubro de 2020 na revista científica Cretaceous Research. Possui dezenas de artigos científicos em Paleontologia publicados em editoras prestigiadas, como grupo Nature, Plos, Elsevier, Wiley-Blackwell, dentre outros . 
Em 2018, coordenou estudos na cidade de Sousa, Paraíba, para estudar pegadas de dinossauros com mais de 136 milhões de anos que estavam sendo destruídas pela erosão causada pelos animais que pisavam no solo. Em entrevista ao Diário do Sertão, afirmou que a ação era de caráter urgente e tinha como fim a preservação do patrimônio histórico.
Ela e o marido, o também paleontólogo Tito Aureliano, são responsáveis pelo canal do YouTube Colecionadores de Ossos. Em maio de 2019, participou do Conversa com Bial falando sobre a possibilidade de recriar dinossauros. Em 2021, participou do podcast Habitat, da Folha de S.Paulo.

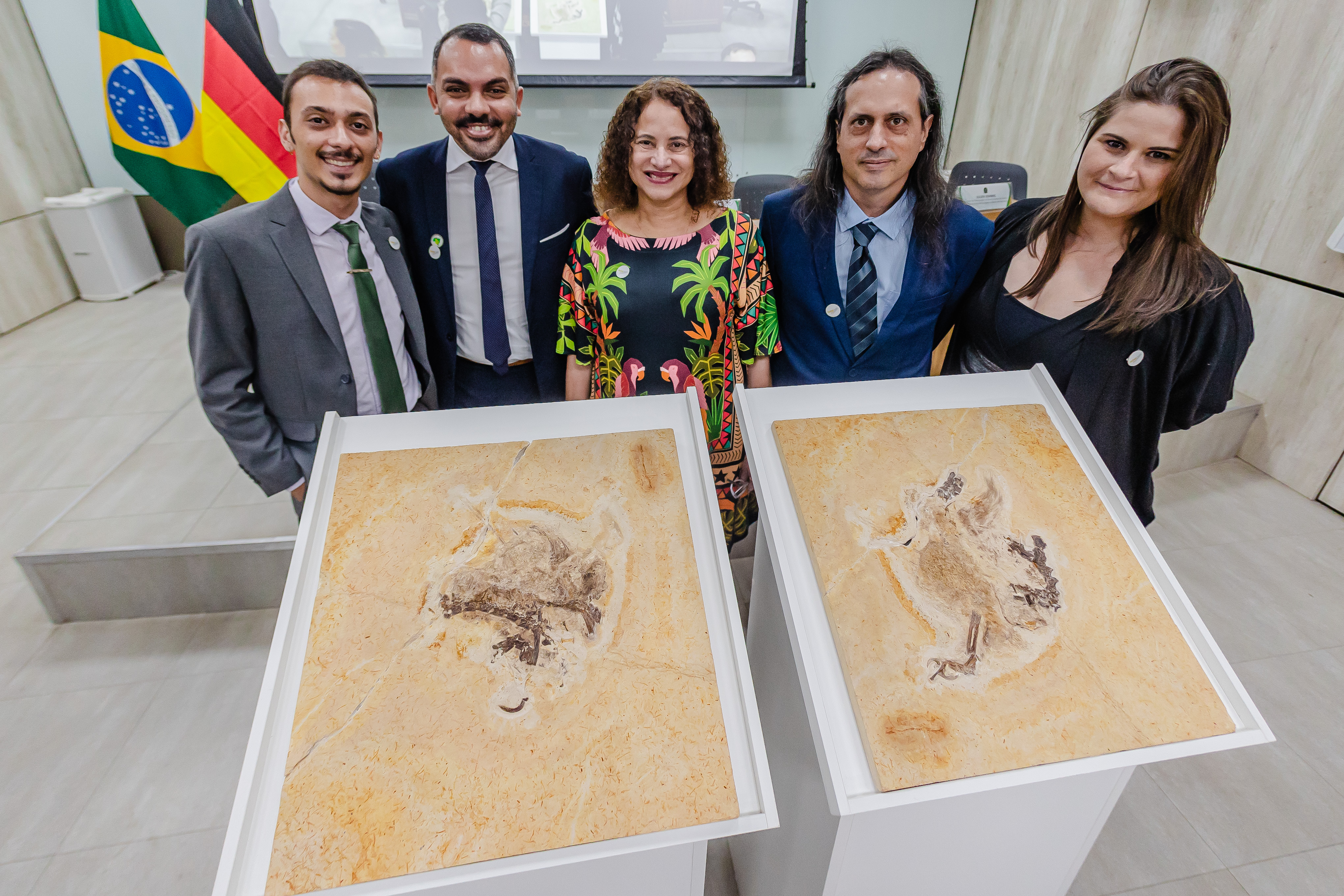
Aline (direita) em cerimônia de repatriação do fóssil do Ubirajara

Foi uma responsável pela campanha #UbirajaraBelongstoBR, (Ubirajara pertence ao Brasil), uma campanha para que, vinte e sete anos depois de deixar o Brasil ilegalmente e ir para um museu alemão, o fóssil do dinossauro Ubirajara jubatus volte ao seu país de origem. Em julho de 2022, autoridades alemãs determinaram que o fóssil deveria retornar ao Brasil,  o que ocorreu em junho de 2023.

## Ligações Externas
- Colecionadores de Ossos no YouTube